# Tristan Spurlock
Tristan Spurlock (Fairfax (Virginia), 3 de febrero de 1991) es un exjugador de baloncesto estadounidense que actuaba en la posición de alero y mide 2,03 metros de estatura. Desde 2022 es parte del equipo de entrenadores de los Iowa Hawkeyes de la Big Ten Conference de la División I de la NCAA.

## Trayectoria deportiva
Es un jugador formado a caballo entre Virginia Cavaliers y UCF Knights y tras no ser elegido en el Draft de la NBA de 2014, disputaría la liga de verano de la NBA con los Detroit Pistons. 
Su primera experiencia como profesional fuera de su país sería en la temporada 2015 en las filas de los Maratonistas de Coamo y de los Leones de Ponce puertorriqueños. Más tarde, daría el salto a Europa para jugar en Hungría en las filas del Alba Fehérvár, donde estuvo durante la temporada 2015-16 y promedió 13.2 puntos, 6.3 rebotes y 2.8 asistencias en 44 encuentros.
En 2016 se marcharía a Argentina para jugar en Quimsa, donde comenzaría la temporada para más tarde jugar en Rayos de Hermosillo y Aguacateros de Michoacán mexicanos.
En septiembre de 2017, firma un contrato temporal con el Byblos Club del Líbano.
En diciembre de 2017, vuelve a Europa para jugar en Israel, firmaría un contrato temporal con Hapoel Gilboa Galil Elyon de la Ligat Winner.
En 2018 tuvo un breve paso por La Unión de Formosa de la Liga Nacional de Básquet de Argentina cuando reemplazo a Anthony Young, que estaba lesionado. Ese mismo año fue contratado por Gimnasia y Esgrima de Comodoro Rivadavia para completar su plantilla.
En 2019 llegó para reforzar al equipo Aguacateros de Michoacán, siendo esta su segunda etapa como jugador de este club.

### Clubes
| Club                           | País           | Año         |
| ------------------------------ | -------------- | ----------- |
| Canton Charge                  | Estados Unidos | 2014        |
| Maratonistas de Coamo          | Puerto Rico    | 2015        |
| Leones de Ponce                | Puerto Rico    | 2015        |
| Alba Fehérvár                  | Hungría        | 2015 - 2016 |
| Quimsa                         | Argentina      | 2016        |
| Rayos de Hermosillo            | México         | 2017        |
| Chongqing Sanhai Lanling       | China          | 2017        |
| Byblos Club                    | Líbano         | 2017        |
| Aguacateros de Michoacán       | México         | 2017        |
| Hapoel Gilboa Galil Elyon      | Israel         | 2017        |
| La Unión de Formosa            | Argentina      | 2018        |
| Gimnasia de Comodoro Rivadavia | Argentina      | 2018        |
| BC Luleå                       | Suecia         | 2018        |
| BC Cactus Tbilisi              | Georgia        | 2019        |
| Aguacateros de Michoacán       | México         | 2019 - 2020 |
| Potros de Casas Grandes        | México         | 2021        |
| Spartans Distrito Capital      | Venezuela      | 2021        |
| Fuerza Regia de Monterrey      | México         | 2021        |
| Defensor Sporting              | Uruguay        | 2021 - 2022 |